# DejaVu
DejaVu to pięć rodzin fontów, rozprowadzanych w domenie public domain, pokrywających znaczny zakres Unikodu.

## Historia
Fonty DejaVu są modyfikacją fontów Bitstream Vera, które pokrywały jedynie kodowanie Basic Latin oraz Latin-1.
Štěpán Roh zapoczątkował projekt powstania fontów DejaVu, aby rozszerzyć pokrycie Unikodu, zachowując wygląd fontów Bitstream Vera.

## Wersje
Na bazie fontów Bitstream Vera powstały inne fonty, m.in. fonty Arev oraz standardowe fonty linuksa SuSE.

## Charakterystyka
Na fonty DejaVu składa się pięć rodzin. Dwie z nich są obecnie uważane za eksperymentalne.

### DejaVu Sans
Rodzina fontów bezszeryfowych (podobnie jak np. font Arial).

### DejaVu Sans Condensed
Węższa, eksperymentalna wersja DejaVu Sans.

### DejaVu Sans Mono
Rodzina fontów o kroju stałym (podobnie jak np. font Courier New).

### DejaVu Serif
Rodzina fontów szeryfowych (podobnie jak np. font Times New Roman).

### DejaVu Serif Condensed
Węższa, eksperymentalna wersja DejaVu Serif.